# Ostejkiszki
Ostejkiszki – dawniej wieś i folwark. Obecnie część agromiasteczka Boruny na Białorusi, w obwodzie grodzieńskim, w rejonie oszmiańskim, w sielsowiecie Boruny.

## Historia
W czasach zaborów wieś w gminie Kucewicze, w powiecie oszmiańskim, w guberni wileńskiej Imperium Rosyjskiego. W 1866 roku liczyła 37 mieszkańców w 3 domach. W 1905 roku liczyła 7 mieszkańców, 20 dziesięcin, należała do Kowalewskiego.
W latach 1921–1945 folwark i wieś leżały w Polsce, w województwie wileńskim, w powiecie oszmiańskim, w gminie Kucewicze.
W 1931:
- wieś w 5 domach zamieszkiwało 20 osób[3].
- folwark w 1 domu zamieszkiwało 5 osób[3].

Wierni należeli do parafii rzymskokatolickiej w Borunach. Miejscowość podlegała pod Sąd Grodzki w Oszmianie i Okręgowy w Wilnie; właściwy urząd pocztowy mieścił się w Borunach.